# Heliofunda

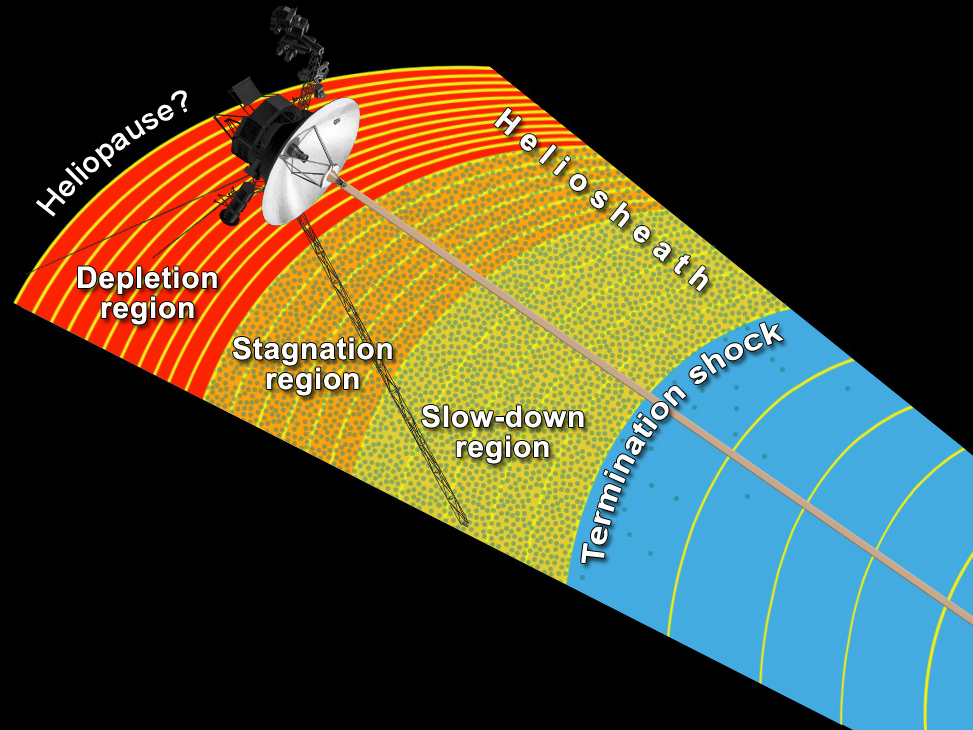
Ilustración de la heliosfera en la cual se aprecia la heliofunda y sus regiones, publicada el 28 de junio de 2013 que incorpora resultados de la nave espacial Voyager one.

La heliofunda es la zona existente entre el frente de choque de terminación y la heliopausa en el borde exterior del sistema solar. Se extiende a lo largo del borde de la heliosfera, una "burbuja" provocada por el viento solar.
La distancia de la heliofunda respecto al Sol es de aproximadamente 80 o 100 unidades astronómicas (UA). La misión actual de las sondas espaciales Voyager 1 y 2 incluye el estudio de la heliofunda.
En mayo de 2005, la NASA anunció que la Voyager 1 habría cruzado el frente de choque de terminación y había entrado en la heliofunda en diciembre de 2004, a una distancia de 94 UA. Ahora se cree que un informe anterior que anunciaba que esto había ocurrido en agosto de 2002 había sido prematuro.